# Lac la Tuque
Lac la Tuque är en sjö i Kanada.   Den ligger i regionen Mauricie och provinsen Québec, i den sydöstra delen av landet, 290 km norr om huvudstaden Ottawa. Lac la Tuque ligger 486 meter över havet.
I omgivningarna runt Lac la Tuque växer i huvudsak blandskog. Trakten runt Lac la Tuque är nära nog obefolkad, med mindre än två invånare per kvadratkilometer.